# Любов і піраньї
«Любов і піраньї» — автобіографічна книга українського мандрівника і письменника Максима Кідрука про його подорож до Бразилії.

## Сюжет
Після сварки зі своєю дівчиною автор напідпитку зі своїм другом вирішують їхати до Бразилії. Незважаючи ні на що, автор таки потрапляє до Бразилії, де його очікують різні пригоди. Роман детально описує деталі мандрівки Максима Кідрука, є кольорова вкладка із фотографіями автора.

## Цікаві факти
- Книга була лідером продаж в мережі книгарень «Є» у липні 2012 року[1].